# Raymond Baratto
Raymond Bruno Baratto (* 23. Januar 1934 in Amnéville; † 16. April 2022 in Richemont, Département Moselle) war ein französischer Fußballspieler.

## Karriere
Raymond Baratto kam 1952 in die Jugend von Stade Reims. 1955 rückte er in die erste Amateurmannschaft der Rot-Weißen auf, wo er sich zum Stammspieler entwickelte. Er wurde 1955/56 und in der Folgesaison aber auch bei insgesamt sechs Erstligaspielen auf der Seitenläuferposition eingesetzt. Bei den Profis berücksichtigte Trainer Albert Batteux den Amateur erst ab der Spielzeit 1958/59 gelegentlich wieder; Baratto bestritt dort während drei Jahren weitere 22 Punktspiele, in denen er auch zwei Treffer erzielte. 1959/60 kam er in neun der 38 Ligaspiele zum Einsatz und hatte so am Saisonende zu seinem einzigen Meistertitel beigetragen. 1958/59 stand Raymond Baratto zudem in der Reimser Elf, die im Europapokal-Viertelfinale Standard Lüttich mit 3:0 besiegte. 
1961 wechselte er für eine Saison zum Zweitligisten OSC Lille, wo er seine Karriere beendete.
Mit der französischen Amateurnationalmannschaft belegte Baratto bei den Sommerspielen 1960 in Rom den fünften Platz.